# 白花单瓣木槿
白花单瓣木槿（学名：Hibiscus syriacus f. totoalbus）为锦葵科木槿属木槿下的一个变型。分布在台湾以及中国大陆的安徽、贵州、云南、福建、广东、陕西、江西、四川等地，目前尚未由人工引种栽培。 

## 扩展阅读
- 維基物種上的相關：白花单瓣木槿